# Платонов, Юрий Петрович (реставратор)
Юрий Петрович Платонов (29 октября 1930, Троицк, Челябинская область, РСФСР, СССР — 6 января 1997, Гатчина, Ленинградская область, Российская Федерация) — советский и российский инженер, реставратор часов, основатель и первый руководитель Лаборатории научной реставрации часов и музыкальных механизмов Государственного Эрмитажа.

## Биография
Родился в 1930 г. в городе Троицке, Челябинской области.
1948 — окончил школу рабочей молодежи. С 14 лет работал в часовой мастерской.
1954 — окончил Университет ИТМО (Ленинградский институт точной механики и оптики), кафедра приборов времени. Начал работать в Пулковской обсерватории в отделе точного времени. Отреставрировал часы Шорта и Рифлера.
1970 — при участии Платонова Ю. П. совершен успешный запуск стратосферной станции на высоту 20 км и получены снимки солнца в деталях. До этого две попытки окончились неудачно.
1973 — уволился по собственному желанию из Пулковской обсерватории. После этого работал в Гатчинском филиале НИИ «Электроприбор». Создал технологию сварки тонкостенных гироскопов для кораблей, которой пользуются до сегодняшнего дня. Автор ряда изобретений  и .
После ушёл в оптику, в Государственный оптический институт им С. И. Вавилова. Здесь началось его сотрудничество с М. П. Гурьевым, которое увело обоих в мир часовых механизмов.
1985—1997 — работал в Петербургском институте ядерной физики (до переименования в Ленинградском) ведущим инженером-оптиком. Организовал кристалл-оптическую мастерскую. Изготовил первые кристаллические устройства для фокусировки заряженных частиц, новейших физических приборов, основу которых составляли различные кристаллы необычной формы с заданными конкретными свойствами.
1990 — восстановил звонницу и часы в монастыре в Ферапонтово. Эта работа, которой Ю. П. Платонов посвятил свой отпуск, положила начало большому пути мастера по воссозданию утраченных уникальных часов.
1992 — в Петербургском институте ядерной физики во главе с Ю. П. Платоновым создалась команда по воссозданию башенных часов Гатчинского дворца, в которую входили также В. В. Иванов, С. С. Василенко, Т. Н. Качанова (позже Гордеева). В инженерных работах также принимали участие М. П. Гурьев, в реставрации звонницы — А.А. Киселев М.Д. Огороднов. Историческую справку готовила сотрудник Гатчинского дворца-музея И.Э.Рыженко. От башенных часов в Гатчине не сохранилось ничего. Группа на спонсорские деньги ездила в экспедиции, изучая сохранившиеся часы в Вильнюсе, Гродно, Каунасе, Выборге и Суздале, Москве. Были проведены исследования в архивах, обнаружен прототип. 19 января 1993 года состоялась защита проекта на основе выбранного прототипа. Практически с нуля были воссозданы часы с боем часов и четвертей. По архивным фотографиям определено местонахождение колоколов. На дворцовую башню вернулись колокола, и снова над парком можно слышать бой часов. Большую поддержку в работе над гатчинскими часами оказала дирекция Петербургского института ядерной физики. Бесплатно предоставлялись материалы и оборудование, часть работ была выполнена по заявкам в механической мастерской. Это позволило в достаточно короткий срок, около 9 месяцев, сделать часы. Определяющий вклад Ю. П. Платонова, В. В. Иванова и М. П. Гурьева выражен в клейме на раме гатчинских часов, в котором вписаны начальные буквы фамилий — «П. И. Г.»
В этом же основном составе группа занималась реставрацией и восстановлением башенных часов Мраморного дворца, Зимнего дворца, часов Суздальского кремля, а также Фарного костела в Гродно в Белоруссии.
1994 — Ю. П. Платонов был приглашен в Государственный Эрмитаж, где он создал и возглавил Лабораторию научной реставрации часов и музыкальных механизмов.
20 февраля 1995 года в Александровском зале Государственного Эрмитажа состоялся первый концерт восстановленного «Механического оркестра» при участии солистов Оркестра Государственного Эрмитажа «Санкт-Петербург Камерата» под управлением Саулюса Сондецкиса. Напольные часы работы И. Г. Штрассера (Страссера) «Механический оркестр» исполнены в 1793—1801 годах механиком Иоганном Георгом Штрассером и мебельным мастером Генрихом Гамбсом. В реставрации участвовали Специальные научно-реставрационные производственные мастерские и Лаборатория реставрации часовых и музыкальных инструментов, руководитель Ю. П. Платонов (информация с пригласительного билета на концерт, РГЭ, Зак.5. Тир. 200 16.01.95).
Полностью реставрация часов была завершена только к 2015 году.
Под руководством Ю. П. Платонова были начаты работы по восстановлению знаменитых Часов «Павлин». Был отреставрирован собственно механизм часов, расшифрована конструкция музыкального барабана Совы, восстановлены все 12 молоточков, играющих мелодии, а также механизм головки и подъёма всех рядов перьев. Настроены компенсационные пружины и реечные кулисные механизмы. Эпизодически (по средам в 17-00) проводилась демонстрация часов Павлин в действии для публики.
2010 — Через 13 лет после смерти Ю. П. Платонова его последователи М. П. Гурьев, В. А. Молотков и О. З. Зинатуллин получили Государственную премию Российской Федерации 2010 года в области литературы и искусства — за выдающийся вклад в сохранение и восстановление уникальных музейных часов и музыкальных механизмов, возрождение традиций российских мастеров. М.П. Гурьев, возглавивший Лабораторию после Ю.П.Платонова, прокомментировал это так: "За 17 лет (в 2011 г.) самым сложным нашим проектом были, наверно, часы «Павлин». Их начали реставрировать ещё при нашем предыдущем заведующем Юрии Петровиче Платонове. Очень жаль, что в час признания наших заслуг его уже нет рядом с нами. Ведь он был талантливым и увлеченным человеком, одним из основателей лаборатории, а мы просто несем знамя, которое он поднял".
Похоронен в Гатчине на кладбище на ул. Солодухина.

## Фильмы и передачи о Ю. П. Платонове
- «Россия. Который час?» — реж. Игорь Шадхан. Мастерская Шадхана, 1996.
- Михаил Пиотровский, директор Государственного Эрмитажа. «Часы из приёмной директора». Радиостанция Эхо Москвы, ведущая Ксения Басилашвили. 19 декабря 2010